# 衛惠公
衞惠公（？—前669年），姬姓，名朔，是衞宣公之子，母：宣姜，衞懿公之父，衛君黔牟之兄，在位三年後左右公子作亂，廢衞惠公，立公子黔牟為君，他逃到齊國。八年後（前688年），齊襄公率領諸侯攻衞，殺黔牟，卫惠公復立為君，在位二十二年死。

## 生平

### 出身
卫惠公朔为卫宣公晋之少子。初宣公尚在卫庄公之时，与其庶母夷姜私通，生下公子伋（急子）。卫国大臣石碏平定州吁之乱，于邢国迎立公子晋为君，是为卫宣公。宣公立后，由于爱夷姜，故立其子公子伋为太子。
公子伋立为太子后，及长，卫向齐为公子伋求婚。于是齐僖公禄甫把其女儿，即宣姜，嫁与公子伋。宣姜至卫将要与公子伋完婚，卫宣公听闻宣姜美貌，于是做下禽兽之行，于淇水上筑新台，自纳为夫人。卫宣公的丑行使卫人深为不满，他们作《新台》之诗予以嘲讽。宣公爱宣姜之美貌，与宣姜连生二子，即公子寿与公子朔。公子朔是为后来的卫惠公。

### 谋立太子
卫惠公仅为宣公之少子，按正常情况下，他与国君之位应该无缘。然其母宣姜知自己本为太子之妇，怕太子继位后将会对自己不利，于是日夜对宣公言公子伋之不是。惠公之同母兄公子寿品行端正，深得宣姜喜爱，宣姜欲使公子寿代替公子伋太子位。宣公为夺太子之妇故，心中有鬼，对太子公子伋由爱生恶，亦欲立公子寿代公子伋为太子。然公子伋为人孝友，品行端正。宣公一直无法找到更立太子的借口。
宣公十八年（前701年），宣公、宣姜与公子朔秘谋，欲使公子伋出使齐国，而在半途中使盗杀公子伋。公子寿与公子伋虽非同母兄弟，但二人都秉性善良，十分友爱，与公子朔简直是云壤之别。公子寿闻知其谋后，劝父母放弃这种不道德的阴谋。宣公与宣姜执意要杀太子，公子寿见劝说不成，于是向公子伋告知父母之谋。公子伋见父亲要杀他，认为不能违搞父命，哪怕是让他去死，毅然决定前往。
公子寿亦雇舟与之同行。在临行前一晚，公子寿灌醉其兄，自盗其符节与衣服，前往代兄受死。公子伋醒来，见弟弟不见，自己符节不见，而见弟弟遗书，于是赶紧追去，但仍晚了一步，公子寿已然为盗所杀。公子伋十分悲痛，心生必死之念，对盗言：“所当杀者，我也！”于是盗杀公子伋。兄弟二人同遭不幸，卫人深深悯之，于是作《二子同舟》以记其事。
公子朔一石二鸟成功，被立为太子。宣公连丧二子，尤其是最喜欢的儿子公子寿遭惨死，于是不久病亡。公子朔继位，是为卫惠公。

### 失位
卫惠公虽然接連除去了两个兄長，成功上位，但是他的地位很不牢固。卫宣公的禽兽之行早已经让让卫国人深为不齿，而卫惠公害其兄长则激起了卫国人的公愤。而朝中则有左右两公子暗中推翻卫惠公，准备另立新君以取代他。
左右公子分别为左公子泄和右公子职，两人都是卫国的公族公子，分别为公子伋和公子寿的老师。当公子伋和公子寿活着时，左右公子各树党羽，以助其各自学生能当上未来的国君。当伋、寿兄弟二人一起惨死之后，左右公子两党立即把仇恨的矛头共同对准卫侯朔。两派迅速联合，准备为伋、寿兄弟二人报仇。
卫惠公四年（周庄王元年、前696年）冬，左右公子之党发动了政变，卫惠公仓惶逃往齐国寻求庇护。左右公子认为国君之位本应属于公子伋或公子寿，怎么也轮不到品行恶劣公子朔，伋、寿已死，而公子伋尚有同母弟黔牟和公子顽（卫昭伯）在世。于是他们立黔牟为卫君，是为卫君黔牟。

### 复位
卫侯朔逃到了齐国，得到舅舅齐襄公储儿的庇护。他时时想回国复位。卫君黔牟五年（周庄王六年、前691年）正月，齐襄公发兵西进攻卫，以助卫惠公归国复位。鲁国大夫溺也擅自领兵会同齐军攻卫，齐、鲁两军遭到卫军的抵抗，无功而返。卫君黔牟七年（周庄王八年、前689年）冬，齐国又联合鲁国、宋国、陈国、蔡国四国再度攻卫。
卫君黔牟八年（周庄王九年、前688年）夏，齐襄公率诸侯联军攻卫，应邀救卫的周军未能阻止诸侯联军攻陷卫都。杀掉左公子泄与右公子职，卫君黔牟逃到了周王城，卫惠公因此复位。惠公把大夫甯跪放逐到秦国。为巩固卫惠公的君位，齐襄公借口宣姜与公子伋之间婚约依然有效，而公子伋已死，作为其同母弟的公子顽（卫昭伯）亦应代兄履约。宣姜以此安排没任何异议，况且公子顽正年轻，与自己年纪也相仿。而公子顽不愿做这种有违伦常的行为，而齐襄公不以为然，趁其酒醉时让宣姜与他行房。
卫惠公二十五年（前675年），周室内乱，周惠王奔温。卫惠公怨周王收留卫君黔牟，于是与燕（南燕）共立惠王之弟王子颓为王。前673年，在鄭國君主郑厲公的帮助下，周惠王复位。
前669年，五月癸丑日，卫侯朔薨，谥为惠。其太子公子赤继位，是为卫懿公。

## 《公羊传》《谷梁传》记载
《公羊传》《谷梁传》对卫侯朔的出奔有不同记载，均无夷姜、宣姜、急子、寿子、公子泄、公子职等人的记载，而以为得罪周天子。其中《公羊传》认为“见使守卫朔，而不能使卫小众”，即不能服从王命，指挥调动卫人；《谷梁传》认为天子召见卫侯朔，而卫侯朔拒绝朝见。因此前686年诸侯军助卫侯朔复位的时候，周王军队在“王人子突”的带领下与诸侯军作战。

## 家庭
- 急子：即公子伋，惠公异母兄，卫宣公太子；
- 公子黔牟：公子伋之同母弟，惠公异母兄，卫国第17位国君；
- 公子顽：公子伋同母弟，惠公异母兄。惠公复位，齐襄公强行为其纳庶母宣姜为夫人，生齐子、卫戴公、卫文公、宋桓公夫人、许穆夫人
- 公子寿：惠公同母兄

| 前任： 父衞宣公   | 衞國君主（第一次） 前699年 - 前696年（杨伯峻） 前699年 - 前697年（史记） | 繼任： 兄衛君黔牟 |
| 前任： 兄衛君黔牟 | 衞國君主（第二次） 前688年 - 前669年（杨伯峻） 前686年 - 前669年（史记） | 繼任： 子衞懿公   |